# Myrcia aurea
Myrcia aurea är en myrtenväxtart som beskrevs av Niclugh.. Myrcia aurea ingår i släktet Myrcia och familjen myrtenväxter. Inga underarter finns listade i Catalogue of Life.